# Nils Tycho Norlindh
Nils Tycho Norlindh (Glimåkra, 13 maggio 1906 – Danderyd, 23 gennaio 1995) è stato un botanico e genetista svedese.

## Riconoscimenti
Il genere delle Asteraceae Norlindhia B.Nord. è un omaggio al suo nome.

## Opere
- Norlindh, T. & Weimarck. H. (1937) Beiträge zur Kenntnis der Flora von Süd-Rhodesia.  Lunds Botaniska Museum 30 161-201
- Norlindh, T. (1943) Studies in the Calenduleae 1. Monograph of the Genera Dimorphotheca, Castalis, Osteospermum, Gibbaria, and Chrysanthemoides, C.W.K. Gleerup, Lund.
- Norlindh, T. & Pain K.M. (1949) Flora of the Mongolian Steppe and Desert Areas (Reports from the scientific expedition to the north-western provinces of China under the leadership of Doktor Sven Hecin: The Sino-Swedish expedition). Publication no. 31. XI. Botany. no. 4

| Norl. è l'abbreviazione standard utilizzata per le piante descritte da Nils Tycho Norlindh. Consulta l'elenco delle piante assegnate a questo autore dall'IPNI. |